# Liste der Monuments historiques in Montgérain
Die Liste der Monuments historiques in Montgérain führt die Monuments historiques in der französischen Gemeinde Montgérain auf.

## Liste der Bauwerke
| Bezeichnung | Beschreibung                     | Standort | Kennzeichnung | Schutzstatus | Datum | Bild           |
| ----------- | -------------------------------- | -------- | ------------- | ------------ | ----- | -------------- |
| Calvaire    | Erbaut Ende des 13. Jahrhunderts | (Lage)   | PA00114755    | Classé       | 1892  | weitere Bilder |

## Liste der Objekte
| Bezeichnung        | Beschreibung          | Standort                        | Kennzeichnung | Schutzstatus | Datum | Bild |
| ------------------ | --------------------- | ------------------------------- | ------------- | ------------ | ----- | ---- |
| Hauptaltar         | Holz, 18. Jahrhundert | in der Kirche Notre-Dame (Lage) | PM60005248    | Inscrit      | 2015  |      |
| Ölgemälde Calvaire | 17. Jahrhundert       | in der Kirche Notre-Dame (Lage) | PM60005249    | Inscrit      | 1915  |      |